# 藍吻擬鱸
藍吻擬鱸，為輻鰭魚綱鱸形目鱷鱚亞目虎鱚科的一個種。

## 分布
本魚分布於印度西太平洋區，包括索馬利亞、阿曼、印度、馬來西亞、印尼、菲律賓、澳洲等海域。

## 深度
水深50至120公尺。

## 特徵
本魚體近圓柱形，腭骨有齒，淡紅色背面，腹側白色， 鱗片邊緣具褐色邊。尾鰭基底上有2個暗紅色斑點，體側具2縱列的不明顯淡紅色斑塊。 吻淺藍色且有斜的黃線。背鰭第三與第四根背鰭棘長。背鰭最後一棘間膜連接到第一個背鰭軟鰭，背鰭硬棘5枚；臀鰭軟條19枚，體長可達27公分。

## 生態
本魚沿岸沙泥底質或礫石底質海域，屬肉食性，以小魚或底棲無脊椎動物為食。

## 經濟利用
可食用，但多以下雜魚處理。